# Gessate
Gessate is een gemeente in de Italiaanse metropolitane stad Milaan (regio Lombardije) en telt 6496 inwoners (31-12-2004). De oppervlakte bedraagt 7,8 km², de bevolkingsdichtheid is 787 inwoners per km².

## Demografie
Gessate telt ongeveer 2697 huishoudens. Het aantal inwoners steeg in de periode 1991-2001 met 17,4% volgens cijfers uit de tienjaarlijkse volkstellingen van ISTAT.
| Jaar | Inwoneraantal |
| ---- | ------------- |
| 1991 | 4693          |
| 2001 | 5508          |

## Geografie
Gessate grenst aan de volgende gemeenten: Cambiago, Masate, Pessano con Bornago, Inzago, Gorgonzola en Bellinzago Lombardo.

## Galerij

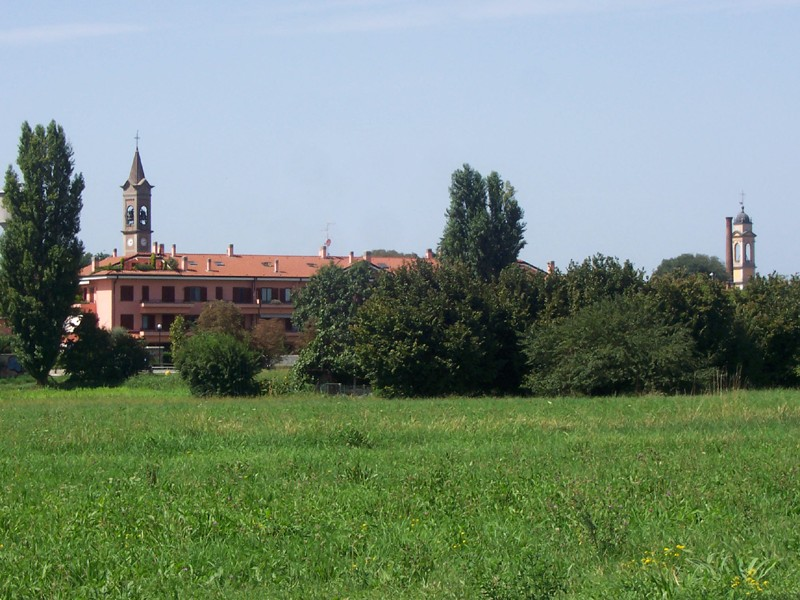
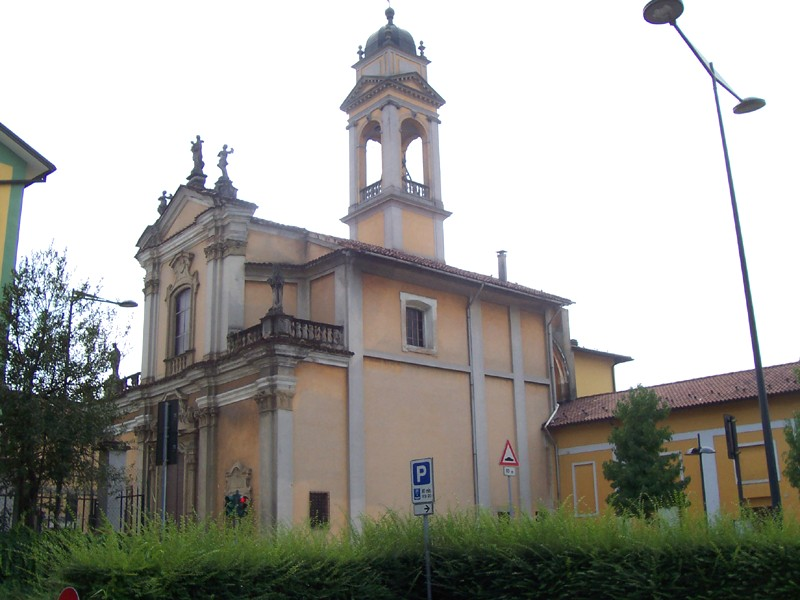
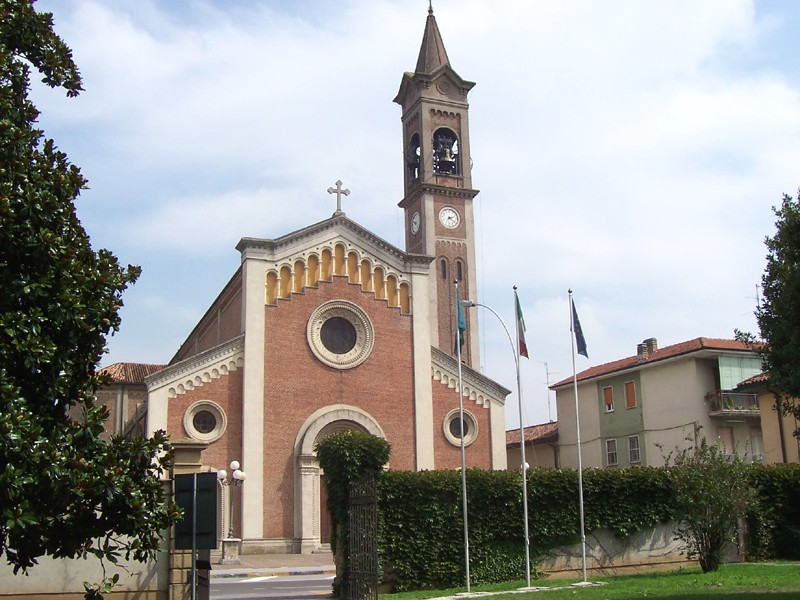
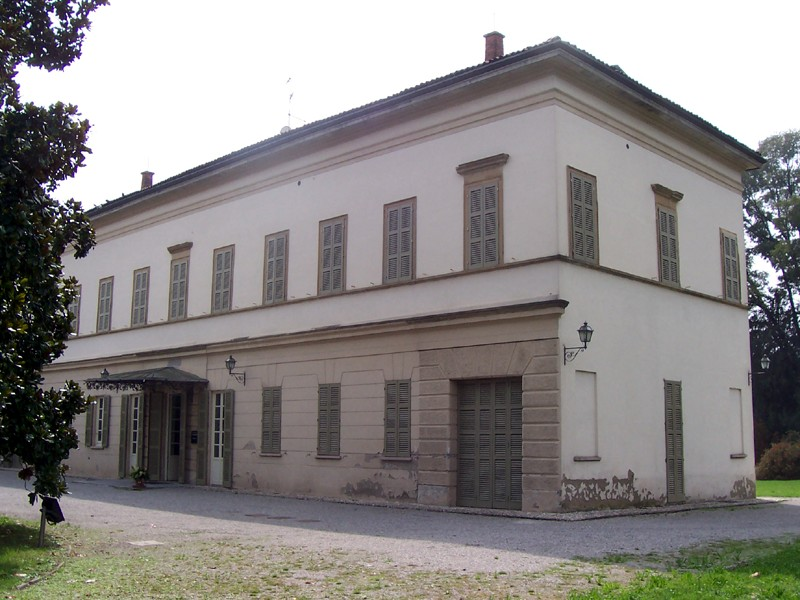